# Гоянорти
Гоянорти (порт. Goianorte) — муниципалитет в Бразилии, входит в штат Токантинс. Составная часть мезорегиона Западный Токантинс. Входит в экономико-статистический микрорегион Мирасема-ду-Токантинс. Население составляет  4 956 человек на 2010 год. Занимает площадь 1 800,983 км². Плотность населения — 2,75 чел./км².

## Демография
Согласно сведениям, собранным в ходе переписи 2010 г. Национальным институтом географии и статистики (IBGE), население муниципалитета составляет:
| Полное население                               | Полное население                               | Полное население                               | Полное население                               | 4 956 |
| ---------------------------------------------- | ---------------------------------------------- | ---------------------------------------------- | ---------------------------------------------- | ----- |
| в том числе:                                   | Городское население                            | 2 760                                          | Процент городского населения, %                | 55,69 |
|                                                | Сельское население                             | 2 196                                          | Процент сельского населения, %                 | 44,31 |
|                                                | Мужское население                              | 2 649                                          | Процент мужского населения, %                  | 53,45 |
|                                                | Женское население                              | 2 307                                          | Процент женского населения, %                  | 46,55 |
| Плотность населения, чел/км²                   | Плотность населения, чел/км²                   | Плотность населения, чел/км²                   | Плотность населения, чел/км²                   | 2,75  |
| Население муниципалитета в % к населению штата | Население муниципалитета в % к населению штата | Население муниципалитета в % к населению штата | Население муниципалитета в % к населению штата | 0,36  |

По данным оценки 2016 года население муниципалитета составляет 5 135 жителей.

## История
Город основан в 1989 году.

## Статистика
- Валовой внутренний продукт на 2003 составляет 10.507.429,00 реалов (данные: Бразильский институт географии и статистики).
- Валовой внутренний продукт на душу населения на 2003 составляет 2.228,98 реалов (данные: Бразильский институт географии и статистики).
- Индекс развития человеческого потенциала на 2000 составляет 0,640 (данные: Программа развития ООН).

## Важнейшие населенные пункты
| № | Населённый пункт  | Населённый пункт (порт.) | Категория | Население чел. (2010) | На карте                       |
| - | ----------------- | ------------------------ | --------- | --------------------- | ------------------------------ |
| 1 | Гоянорти          | Goianorte                | город     | 2 760                 | 8°46′18″ ю. ш. 48°56′06″ з. д. |
| 2 | Миракита          | Muiraquita               | поселок   | 113                   | 8°40′14″ ю. ш. 49°15′29″ з. д. |
| 3 | Эсперанса-Бендита | Esperança Bendita        | поселок   | 61                    | 8°55′39″ ю. ш. 48°52′43″ з. д. |